# Citronella mucronata
Citronella mucronata, también conocido como naranjillo o huillipatagua es una especie perteneciente a la familia Cardiopteridaceae. Es originaria de Chile.

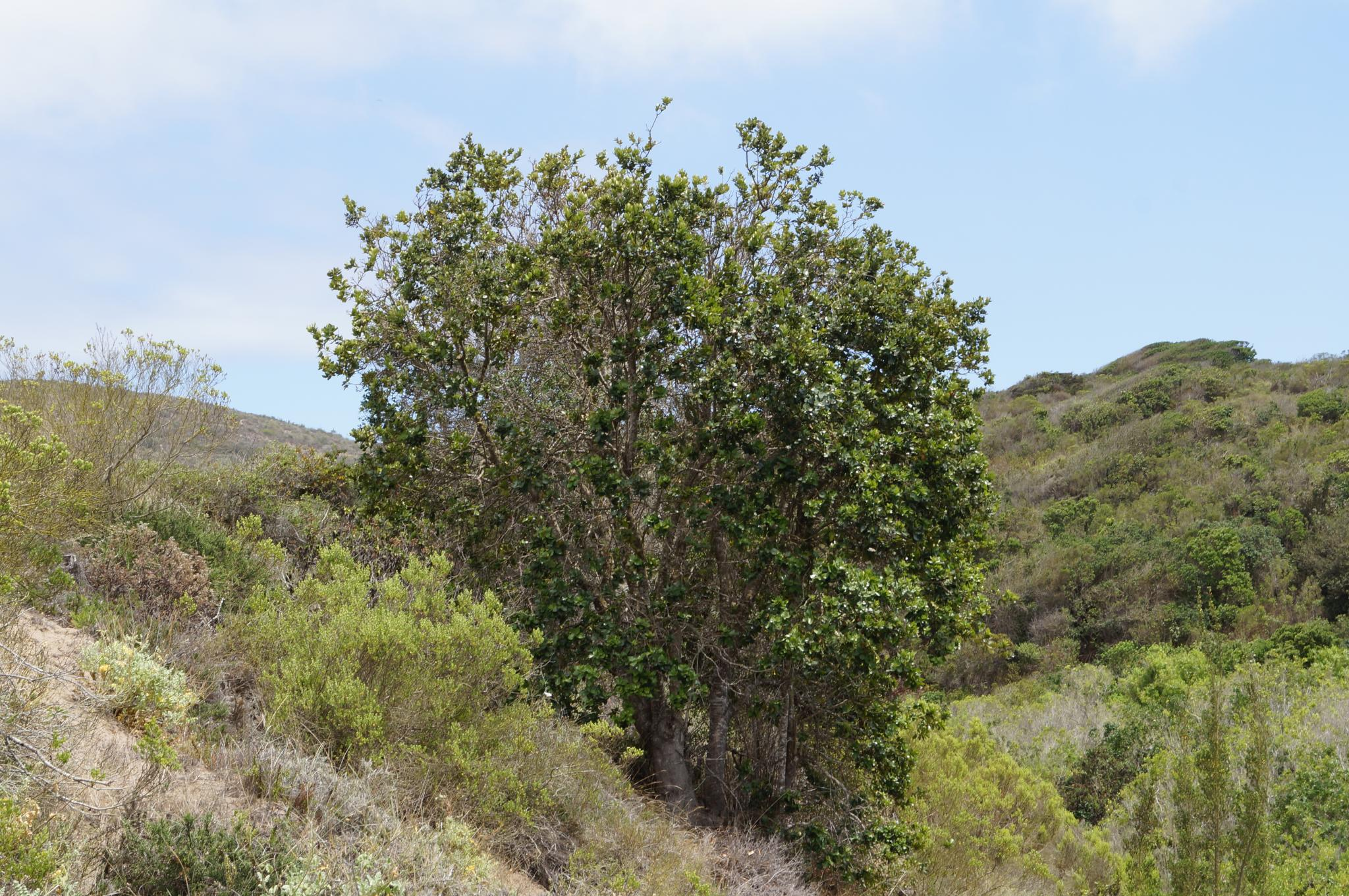
Vista de la planta

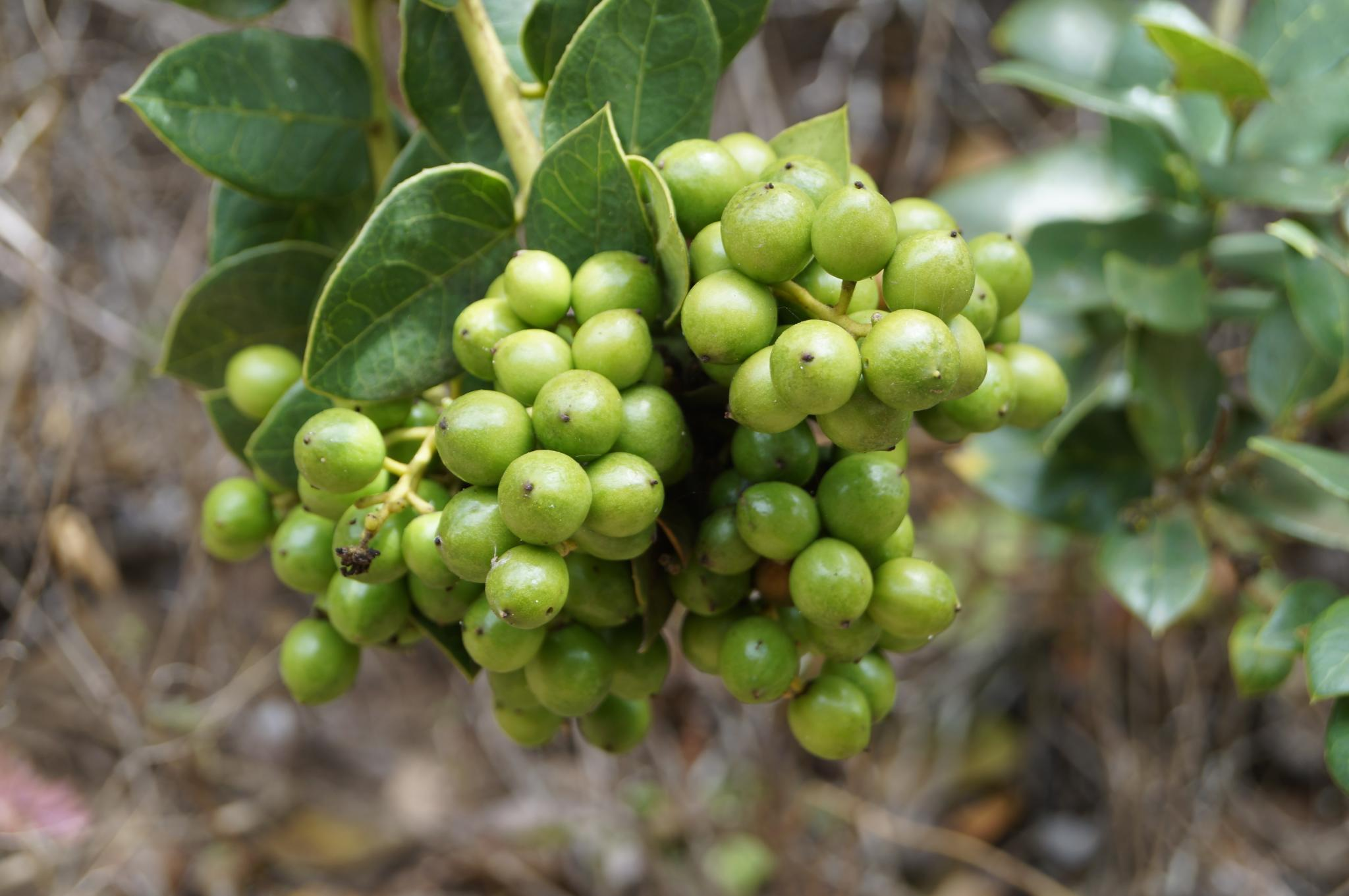
Frutos inmaduros

## Descripción
Alcanza hasta 10 m de altura y 1 m de diámetro. La corteza es gris oscura y áspera. Las flores son hermafroditas y de color amarillo blanquecino. El fruto esférico es una drupa de alrededor de 1-1,2 cm de diámetro de color morado cuando madura.
Es un hermoso árbol utilizado como planta ornamental que tolera las heladas en los inviernos. Se ha introducido en España.

## Distribución y hábitat
Es un árbol perenne nativo de Chile. Se distribuye desde la Región de Coquimbo hasta la Región de la Araucanía. Es frecuente encontrarlo en lugares húmedos.

## Taxonomía
Citronella mucronata fue descrito por (Ruiz y Pavón) D.Don y publicado en Edinburgh Philosophical Journal 13: 243, en 1832[1832].
Sinonimia
- Citronella chilensis (Molina) R.A.Howard ex Muñoz
- Citrus chilensis Molina
- Patagua chilensis Poepp. ex Neger
- Villaresia chilensis (Molina) Stuntz
- Villaresia gongonha var. pungens (Miers) Engl.
- Villaresia mucronata Ruiz & Pav. basónimo
- Villaresia mucronata var. laeta Miers
- Villaresia pungens Miers[5][6]